# سد رودپلاات
سد رودپلاات (به لاتین: Roodeplaat Dam) یک سد قوسی در آفریقای جنوبی است که در Near Pretoria, Gauteng واقع شده‌است.